# 290. strelska divizija (ZSSR)
290. strelska divizija (izvirno rusko 290. стрелковая дивизия; kratica 290. SD) je bila strelska divizija Rdeče armade v času druge svetovne vojne.

## Zgodovina
Divizija je bila ustanovljena avgusta 1941 v Kaljasinu.